# Pawieł Milukow

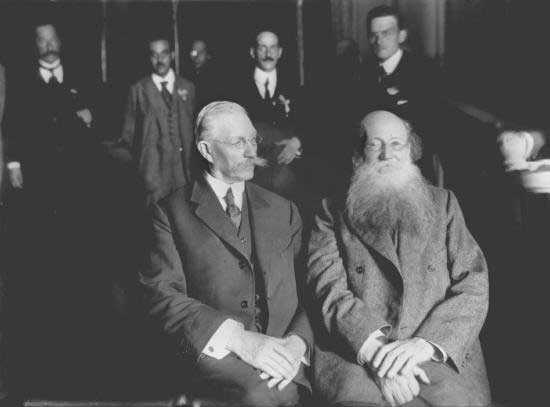
Paweł Milukow i Piotr Kropotkin na Naradzie Państwowej. Moskwa, sierpień 1917

Pawieł Nikołajewicz Milukow, ros. Павел Николаевич Милюков (ur. 15 stycznia?/27 stycznia 1859 w Moskwie, zm. 31 marca 1943 w Aix-les-Bains) – rosyjski historyk, publicysta, polityk. Założyciel i pierwszy przewodniczący Partii Konstytucyjno-Demokratycznej (tzw. kadetów), kierował organizacją w całym okresie jej istnienia (1905–1918).
Obok Wasilija Makłakowa był głównym ideologiem kształtującego się na przełomie XIX i XX w. rosyjskiego liberalizmu, przyczynił się do jego ożywienia i sformułowania jednolitego programu, w którym naczelnym postulatem była likwidacja w Rosji samodzierżawia i wprowadzenie monarchii konstytucyjnej. Jego program polityczny w znacznej mierze ukształtował się w czasie podróży, jakie odbył przed 1904 do Stanów Zjednoczonych, Wielkiej Brytanii i Francji. W czasie wojny rosyjsko-japońskiej wzywał do organizacji zgromadzenia ustawodawczego. W IV Dumie Państwowej w latach 1915–1916 stał na czele Bloku Postępowego, w skład którego weszli wszyscy deputowani poza przedstawicielami skrajnej prawicy i skrajnej lewicy.
1 listopada?/14 listopada 1916 wystąpił w Dumie, wygłaszając przemówienie, w którym zarzucił rządowi zdradę kraju w przemówieniu, przeplatanym frazą Głupota, czy zdrada. Przemówienie Milukowa miało duży rezonans w kraju i przyczyniło się do wzmożenia nastrojów rewolucyjnych, wyprzedzając rewolucję lutową i obalenie caratu.
Po rewolucji lutowej minister spraw zagranicznych Rządu Tymczasowego pod przewodnictwem ks. Gieorgija Lwowa (15 marca – 18 maja 1917). Odszedł z rządu po kryzysie kwietniowym – protestach w Piotrogrodzie przeciwko zamiarom kontynuowania przez Rosję wojny w sojuszu z Francją i Wielką Brytanią.
Po przewrocie bolszewickim członek Dońskiej Rady Obywatelskiej przy Armii Ochotniczej gen. Ławra Korniłowa, autor jej odezwy. Od maja 1918 w Kijowie, okupowanym przez armię niemiecką, prowadził rozmowy z dowództwem niemieckim w sprawie możliwości wsparcia w walce z bolszewikami, zdezawuowany przez większość działaczy partii, złożył rezygnację z funkcji jej przewodniczącego. W  listopadzie 1918 poprzez Turcję wyjechał na Zachód, najpierw do Wielkiej Brytanii, gdzie prowadził działalność polityczną w ramach ruchu Białych. Od 1920 na emigracji we Francji, gdzie zmarł.
Autor prac poświęconych analizie przyczyn rewolucji październikowej. Jako czynnik, który znacząco przyczynił się do sukcesu bolszewików, wskazywał abstrakcyjne i utopijne programy głoszone przez radykalną inteligencję rosyjską.
Pochowany na Cmentarzu Batignolles w Paryżu.

## Prace Pawła Milukowa
- Государственное хозяйство России в первой четверти XVIII столетия и реформы Петра Великого. — Petersburg 1892 (wydanie II — Sankt Petersburg 1905).(język rosyjski)
- Разложение славянофильства. Данилевский, Леонтьев. Вл.Соловьев.,  Moskwa 1893.
- Очерки по истории русской культуры (в 3 частях), СПб.: Издание журнала «Мир Божий», 1896-1903, Paris 1930—1937;.(język rosyjski)
- Из истории русской интеллигенции. Сборник статей и этюдов. — Sankt Petersburg 1902.
- Год борьбы. — Sankt Petersburg 1907.. download.prlib.ru. [zarchiwizowane z tego adresu (2016-03-04)]. (język rosyjski)
- Интеллигенция и историческая традиция // Интеллигенция в России. — Sankt Petersburg 1910
- Главные течения русской исторической мысли. — Sankt Petersburg 1913, (język rosyjski)
- История второй русской революции Sofia 1921—1924
- Национальный вопрос (происхождение национальностей и национального вопроса в России). Berlin 1925.
- Эмиграция на перепутье., Paris 1926.
- Россия на переломе: Большевистский период русской революции. Paris 1927. Т. 1–2.
- Воспоминания (1859—1917). t. 1–2 New York 1955, (język rosyjski)
- Живой Пушкин. Paris 1937
- Главные течения русской исторической мысли, (język rosyjski)
- Вооруженный мир и ограничение вооружении. download.prlib.ru. [zarchiwizowane z tego adresu (2016-03-07)]. (język rosyjski)
- Przemówienie Pawła Milukowa na posiedzeniu Dumy (język rosyjski)
- О выезде из России Николая II (język rosyjski)
- Война и вторая революция  Пять дней революции (27 февраля -- 3 марта) (język rosyjski)
- Russia and its crisis (1905) (język angielski)
- Constitutional government for Russia (1908) (język angielski)
- Bolshevism: an international danger (1920) (język angielski)
- Russia, to-day and to-morrow (1922). (język angielski)